# 856 Backlunda
856 Backlunda eller A916 GQ är en asteroid upptäckt 3 april 1916 av den ryska astronomen Sergej Beljavskij vid Simeizobservatoriet på Krim. Asteroiden har fått sitt namn efter Johan Oskar Backlund som var chef vid Pulkovo-observatoriet utanför Sankt Petersburg.